# گاو (فیلم)
گاو، فیلمی ایرانی به کارگردانی داریوش مهرجویی و نویسندگی داریوش مهرجویی و غلامحسین ساعدی است که در سال ۱۳۴۷ خورشیدی (۱۹۶۸ میلادی) ساخته شد و در سال ۱۳۴۸ آماده نمایش شد. این فیلم بر پایهٔ قصهٔ «گاو» از کتاب عزاداران بَیَل نوشتهٔ غلامحسین ساعدی ساخته شده است. در بسیاری از اسناد تولید فیلم گاو، از این فیلم به نام زنگولان نامیده شده است.
گاو دومین ساخته داریوش مهرجویی بعد از فیلم الماس ۳۳، از موج نوی سینمای ایران بود و جز اولین فیلم‌های ایرانی بود که در غرب و اروپا مورد توجه و تحسین قرار گرفت.
پیش از این، نمایش «گاو» نوشته غلامحسین ساعدی در ۲۹ اردیبهشت ۱۳۴۴ در تلویزیون به کارگردانی جعفر والی و با بازی عزت‌الله انتظامی (مش‌حسن)، علی نصیریان (مش‌اسلام)، جعفر والی و عصمت صفوی به صورت زنده اجرا شد.

## خلاصه داستان
همه امید زندگی مش حسن به تنها گاوی است که در طویله اش دارد و از وجود آن علاوه بر امرار معاش خانواده خود، افراد روستا را نیز بهره‌مند می‌سازد. همه این مسائل باعث شده است که مش حسن دلبستگی خاصی به این گاو داشته باشد. اما روزی که مش حسن به شهر رفته، گاو به علت نامشخصی می‌میرد و افراد روستا با موافقت همسر مش حسن نعش گاو را در حیاط منزلش دفن می‌کنند و پس از بازگشت مش حسن وانمود می‌کنند که گاو گریخته است ولی او باور نمی‌کند و اعتقاد دارد گاوش زنده است. از آن پس حالش دگرگون می‌شود و خود را گاو می‌پندارد. کوشش و پند و نصیحت بزرگان و ریش سفیدان روستا، چاره ساز نمی‌شود و سرانجام کدخدا و مش اسلام تصمیم می‌گیرند که او را دست و پابسته و جهت درمان به شهر ببرند؛ اما مش حسن در راه از دست آن‌ها می‌گریزد و با سقوط در دره‌ای می‌میرد.

## بازیگران
اسامی بازیگران فیلم گاو به شکل* و ترتیب نمایش در عنوان‌بندی آغازین فیلم:
| شماره | بازیگر            | نقش                     |
| ----- | ----------------- | ----------------------- |
| ۱     | عزت‌الله انتظامی   | مش حسن                  |
| ۲     | علی نصیریان       | مش اسلام                |
| ۳     | جعفر والی         | کدخدا                   |
| ۴     | جمشید مشایخی      | عباس                    |
| ۵     | عصمت صفوی         | پیرزن روستایی           |
| ۶     | مهین شهابی        | همسر مش حسن             |
| ۷     | پرویز فنی زاده    | مش جبار                 |
| ۸     | خسرو شجاع زاده    | پسر مش صفر              |
| ۹     | محمود دولت‌آبادی   | اسماعیل                 |
| ۱۰    | شکوه نجم آبادی    | نامزد اسماعیل           |
| ۱۱    | عزت‌الله رمضانی فر | دیوانه                  |
| ۱۲    | فیروز بهجت محمدی  | حسنی، مرد داخل دریچه    |
| ۱۳    | غلامعلی نبی‌پور    |                         |
| ۱۴    | یدالله شیراندامی  | بلوری                   |
| ۱۵    | مهتاج نجومی       | مش ریحان، خواهر مش جبار |
| ۱۶    | داریوش رضایی      |                         |

فیلم گاو با مدیریت هوشنگ لطیف‌پور در استودیوی وزرات فرهنگ و هنر دوبله شد. تمامی بازیگران بجای خودشان حرف زدند و فقط ایرج دوستدار بجای یکی از بازیگران جوان که با گروه اختلاف پیدا کرده بود، صحبت کرد.

## تولید فیلم
۱۴ خرداد ۱۳۴۷: امضای قرارداد تولید فیلم بین اداره کل امور سینمایی کشور در وزارت فرهنگ و هنر و غلامحسین ساعدی و داریوش مهرجویی برای ساخت فیلم «گاو». بر اساس این قرارداد حق‌الزحمه کارگردانی و تنظیم سناریو، دکوپاژ، امتیاز کتاب و دستمزد هنرپیشگان و یک فیلمبردار مقطوعا به مبلغ ۱٫۴۵۰٫۰۰۰ ریال بوده است.
مکان فیلمبرداری: روستای بویینک از توابع بخش کوهین شهرستان قزوین. در ابتدا ساعدی روستای پاکچین (په‌که‌چین) در حوالی تبریز را برای لوکیشن فیلم پیشنهاد داد اما وزارت فرهنگ و هنر با دیدن عکس‌های روستا نپذیرفت.
۱۷ تیر تا ۱۰ شهریور ۱۳۴۷: طول مدت فیلم‌برداری فیلم گاو
۱۴ شهریور ۱۳۴۷: آغاز تدوین فیلم توسط زری خلج. در این سند نام فیلم به صورت زنگولان (گاو) درج شده است.
۲۷ آذر ۱۳۴۷: آغاز امور فنی صداگذاری، ۷–۲۸ دی ۱۳۴۷: دوبله و افکت و انتخاب موسیقی توسط بهرام دارایی
اواخر اسفند ۱۳۴۷: پایان تولید عنوان‌بندی در استودیو نقاشی متحرک سازمان سمعی و بصری هنرهای زیبای کشور

## نمایش فیلم
فیلم گاو بلافاصله بعد از تولید توقیف شد. گاو نخستین بار در شهریور ۱۳۵۰ خورشیدی (۱۹۷۱ میلادی) در سی و دومین جشنواره بین‌المللی فیلم ونیز، بدون زیرنویس انگلیسی روی پرده رفت و همچنین در جشنواره‌های کن، برلین، مسکو، لندن، لس‌آنجلس و دیگر جشنواره‌ها به نمایش درآمده است. در سال‌های بعد نیز گاو با نسخهٔ ترمیم‌شده در جشنوارهٔ ایل چینما ریترواتو ایتالیا، موزهٔ فیلم اتریش و سینما رُفله فرانسه به نمایش گذاشته شد. در رأی‌گیری منتقدان سینمای ایران در سال‌های ۱۳۵۱، ۱۳۶۷ و ۱۳۷۸، گاو به عنوان بهترین فیلم تاریخ سینمای ایران برگزیده شد.
فیلم گاو برای بار نخست در جشن هنر شیراز سال ۱۳۴۸ در سه نوبت به نمایش درآمد. پس از آن در تاریخ چهارشنبه ۲۲ بهمن ۱۳۴۸ خورشیدی در سینما کاپری در تهران به نمایش گسترده‌ی عموم درآمد  . این فیلم جایگزین فیلم ایتالیایی پوکر پیستول (۱۹۶۷) با عنوان انگلیسی Poker with Pistols در سینما کاپری شد.
فیلم گاو، پس از  ۳۳ شب نمایش (۴ هفته و ۵ شب)، در سینما کاپری تهران، نمایش خود را در تاریخ یکشنبه ۲۴ اسفند ۱۳۴۸ پایان داد و بجای آن پس از ایام عزاداری محرم، در تاریخ ۲۹ اسفند ۱۳۴۸، نمایش فیلم نورمن هیپی شده (۱۹۶۹) در سینما کاپری آغاز شد .

## گروه موسیقی
- آهنگساز: هرمز فرهت
- نوازنده فلوت: عباس خوشدل
- نوازنده سه‌تار: نصرت‌الله (خسرو) ابراهیمی
- نوازنده سنتور: داریوش مهرجویی
- نوازنده ضرب: حسین مقدم

## گروه صدا
- صدابردار: بهرام دارایی
- معاون صداربرداری: صادق عالمی
- صدای زمینه (افکت): یدالله عسگری

## دیگر عوامل فیلم
- دکور: اسماعیل ارحام صدر (کارمند وزارت فرهنگ و هنر)
- معاون فیلمبردار: محمود نوربخش
- دستیاران فیلمبرداری: کاظم آقابابایی و محمد کاظمی
- تیتراژ: غمگسار
- نور: ابراهام یوسف نظری و ولی‌الله رجبی
- گریم: غلامعلی نبی‌پور
- معاون کارگردان: شهباز ذوالریاستین
- مدیر تهیه: عباس محمدی‌نام
- معاون مدیر تهیه: حسن زندی
- امور فنی و لابراتوار: اداره کل امور سینمایی کشور

## جشنواره‌ها و جوایز[۲۱]
- اردیبهشت ۱۳۴۹: برنده جایزه بهترین فیلم‌نامه به غلامحسین ساعدی و داریوش مهرجویی در دومین جشنواره سینمایی سپاس
- خرداد ۱۳۵۰: نمایش در بخش دو هفته کارگردانان (Directors' Fortnight) در بیست چهارمین دوره جشنواره فیلم کن در سال ۱۹۷۱
- شهریور ۱۳۵۰: برنده جایزه فدراسیون بین‌المللی منتقدان فیلم (به‌اختصار فیپرِشی: FIPRESCI) در سی و دومین جشنواره بین‌المللی فیلم ونیز در سال ۱۹۷۱[۲۲][۲۳]
- مهر ۱۳۵۰: هوگو نقره‌ای بهترین بازیگر مرد در هفتمین جشنواره بین‌المللی فیلم شیکاگو در سال ۱۹۷۱[۵][۴][۲۲][۲۴]
- خرداد ۱۳۵۱: شرکت در اولین جشنواره بین‌المللی فیلم روتردام هلند در سال ۱۹۷۲[۲۵] به همراه فیلم پستچی (تا سال ۱۹۹۵ این جشنواره غیر رقابتی بوده است)
- تیر ۱۳۵۱: برنده جایزه‌ی فیلم برگزیده در بخش فیلم نو (OCIC award: Recommendation, Forum of NEW FILM) از سازمان بین‌المللی کاتولیک سینما و سمعی-بصری (به اختصار OCIC)[۲۶][۲۷] در بیست و دومین جشنواره بین‌المللی فیلم برلین در سال ۱۹۷۲
- جایزه بهترین فیلم جشنواره بین‌المللی فیلم لاروشل ۱۹۷۲

## تحولات پیرامون فیلم

### نامه کارگردان به وزیر فرهنگ و هنر
براساس سندی که حاوی نامه داریوش مهرجویی به مهرداد پهلبد، وزیر فرهنگ و هنر است گزارش اکران فیلم برای قشرهای مختلف از روشنفکرانی مثل جلال آل احمد و بهمن فرسی تا مستخدم اداره فرهنگ و هنر آمده است.
محترما معروض می‌دارد، طبق فرمایش حضرتعالی در جلسه‌ای فیلم گاو در حضور آقای علاقه‌مند و عده‌ای تماشاچی گوناگون – نویسنده، شاعر، کارمند اداره، دانشجو و مردم عادی به معرض نمایش گذاشته شد. فیلم به‌طور کلی برای طبقه انتلکتوئل قابل بحث و برای دیگران جالب و در خور ستایش بود. دو سه تن از جوانان (دانشجو و کارمند) شدیداً تحت‌تأثیر قرار گرفته بودند و تبریک می‌گفتند و برای مردم عادی فیلم جالب و سرگرم‌کننده جلوه نمود و در بعضی قسمت‌ها شدیداً مؤثر و در خور چندین بار دیدن. از میان جمع انتلکتوئل‌ها آقای منوچهر انور فیلم از نظر بصری بسیار درخشان و قابل ستایش است. اما در مورد داستان گفتند که «قلب آن کاذب است» دیالوگ‌ها «پوچ و پرت‌اند» و حادثه آنطور که باید و شاید «واقعی جلوه نمی‌کند» از نظر آقای جلال آل احمد فیلم مهمی است و نباید یک‌بار آن را دید. ایشان پیشنهاد داد که یک‌بار دیگر به همراه دیگران فیلم را ببیند و از آن یادداشت بردارند.

### نظرها
- گاو یکی از فیلم‌های موج نو سینمای ایران است.
- این فیلم در نظرسنجی منتقدان و نویسندگان ماهنامه سینمایی فیلم به عنوان یکی از بهترین فیلم‌های تاریخ سینمای ایران انتخاب شده است.[نیازمند منبع]
- احسان نراقی گزارش می‌کند که محمدرضا پهلوی شخصاً فیلم گاو را دید و پیام آن را نیز دریافت.[۳۰]
- جان ایوان سایمون، فیلم‌شناسِ آمریکایی، دربارهٔ گاو گفت: ««گاو» به عقیده‌ی من یک تجربه‌ی زیبا در راهی صحیح است؛ ولی نه بیش از این.»[۳۱]
- روح‌الله خمینی نیز گاو را نمونه یک فیلم آموزنده و فرهنگی دانست.[۳۲][۳۳]
- تام میلن در ابزرور نوشت: «فیلم ایرانی گاو را فیلمی پخته، هوشیارانه و سرشار از زیبایی یافتم.»[نیازمند منبع]
- هوشنگ کاووسی منتقد سینما، در نقدی که بر این فیلم نوشت، از آن به عنوان فیلمی «در یک قدمی یک شاهکار» یاد کرد.[نیازمند منبع]
- جووانی رابونی منتقد روزنامه اوونیر نیز گاو را کشف دوباره ایران نامید که با وجود نداشتن بروشور و زیرنویس درباره‌اش نوشت: «فیلمبرداری خوب، نورپردازی آگاهانه و میزانسن‌های دقیق همه و همه می‌توانستند تم احساسی و گاه به شدت فلسفی فیلم را القا کنند.»[نیازمند منبع]
- لوموند در مقاله‌ای بعد از موفقیت فیلم گاو در جشنواره فیلم ونیز نوشت: «جشنواره ونیز به معرفی ایران می‌پردازد. صدای سینمای ایران برای نخستین بار به گوش می‌رسد و همراه با آن صدای کارگردان فیلم داریوش مهرجویی که سبکی تمام و کمال دارد، به طوری که آثار کورو ساوای ژاپنی و ساتیاچیت‌رای هندی را کم‌رنگ می‌کند.»[۳۴]
- این فیلم مورد استقبال لوکینو ویسکونتی، ویتوریو دسیکا و فدریکو فلینی نیز قرار گرفت.[نیازمند منبع]

### اکران درکشورهای خارجی
از اکران این فیلم در ابتدا توسط سفیر ایران در دهلی، جلوگیری شد. محمدرضا امیرتیمور معتقد بود که فیلم گاو تصویر اشتباهی را به مخاطبان بین‌المللی نمایش می‌دهد و مخاطب را به اینکه ایران الان نیز همینگونه است، وامی‌دارد. سال‌ها بعد هم طبق همین نظر سفارت شاهنشاهی، نمایش فیلم «گاو» در انجمن فیلم هند را به مصلحت ندانستند. گاو نخستین بار در سال ۱۳۵۰ در جشنواره فیلم ونیز، بدون زیرنویس انگلیسی به نمایش درآمد و جایزه منتقدان بین‌المللی این جشنواره را به دست آورد.

## گاو در فرهنگ عامه
- بخشی از سکانس‌های فیلم برنده اسکار فروشنده به واسطه شغل شخصیت مرد داستان در مدرسه می‌گذرد. عماد با بازی شهاب حسینی معلم هنرستان است و یکی از جلسات درس خود را به نمایش فیلم گاو ساخته داریوش مهرجویی اختصاص می‌دهد. مهرجویی دربارهٔ این تصمیم فرهادی مبنی بر پخش تصاویر فیلم گاو در اثر جدید خود گفت: «این کار خوبی بوده که آقای فرهادی انجام داده و فیلم را در سکانسی در مدرسه برای بچه‌ها نمایش داده است.»[۳۵]
- در رمان اضطراب ابراهیم نام این فیلم به میان آمده است.[۳۶]